# Jewett (Illinois)
Jewett és una població dels Estats Units a l'estat d'Illinois. Segons el cens del 2000 tenia 232 habitants.

## Demografia
Segons el cens del 2000, Jewett tenia 232 habitants, 83 habitatges, i 58 famílies. La densitat de població era de 88,7 habitants/km².
Dels 83 habitatges en un 32,5% hi vivien nens de menys de 18 anys, en un 59% hi vivien parelles casades, en un 7,2% dones solteres, i en un 30,1% no eren unitats familiars. En el 25,3% dels habitatges hi vivien persones soles el 10,8% de les quals corresponia a persones de 65 anys o més que vivien soles. El nombre mitjà de persones vivint en cada habitatge era de 2,8 i el nombre mitjà de persones que vivien en cada família era de 3,36.
Per edats la població es repartia de la següent manera: un 30,2% tenia menys de 18 anys, un 9,9% entre 18 i 24, un 26,3% entre 25 i 44, un 22,8% de 45 a 60 i un 10,8% 65 anys o més.
L'edat mediana era de 32 anys. Per cada 100 dones de 18 o més anys hi havia 86,2 homes.
La renda mediana per habitatge era de 30.313 $ i la renda mediana per família de 42.083 $. Els homes tenien una renda mediana de 24.375 $ mentre que les dones 23.125 $. La renda per capita de la població era de 16.628 $. Aproximadament el 15,7% de les famílies i el 19,5% de la població estaven per davall del llindar de pobresa.

## Poblacions més properes
El següent diagrama mostra les poblacions més properes.